# Detlef Lehnert
Detlef Lehnert (* 1955 in Hamburg) ist ein deutscher Politikwissenschaftler.

## Leben
In den Jahren 1974 bis 1978 studierte Lehnert Politische Wissenschaft, Geschichte und Philosophie. Während und nach der Promotion 1981 war er von 1979 bis 1987 als wissenschaftlicher Mitarbeiter bzw. Hochschulassistent für Historische Grundlagen der Politik an der FU Berlin tätig. Nach der Habilitation 1988/1989 für Politische Wissenschaft und Neue Geschichte war er nach und während Auslandsaufenthalten 1989 bis 1999 Heisenberg-Stipendiat und Projektleiter bei der DFG. Seit 2001 ist er als Professor für Politikwissenschaft an der FU Berlin tätig. Seit 2009 ist er zugleich Vorsitzender der Paul-Löbe-Stiftung Weimarer Demokratie. Er war Mitglied der Historischen Kommission der SPD.
Lehnerts Forschungsschwerpunkte sind die deutsche Politik- und Parteiengeschichte.

## Veröffentlichungen (Auswahl)
- (mit Peter Brandt): Eine kurze Geschichte der deutschen Sozialdemokratie. Dietz, Bonn 2023, ISBN 978-3-8012-0646-8.
- Friedrich Stampfer 1874–1957. Sozialdemokratischer Publizist und Politiker: Kaiserreich – Weimar – Exil – Bundesrepublik (= Historische Demokratieforschung, Bd. 20). Metropol, Berlin 2022, ISBN 978-3-86331-623-5.
- (mit Volker Stalmann): Johannes Stelling 1877–1933. Sozialdemokrat in Opposition und Regierung: Hamburg – Lübeck – Schwerin – Berlin (= Historische Demokratieforschung, Bd. 19). Metropol, Berlin 2021, ISBN 978-3-86331-567-2.
- (Hrsg. mit Christina Morina): Friedrich Engels und die Sozialdemokratie. Werke und Wirkungen eines Europäers. Metropol, Berlin 2020, ISBN 978-3-86331-554-2.
- (Hrsg.): Soziale Demokratie und Kapitalismus. Die Weimarer Republik im Vergleich. Metropol, Berlin 2019, ISBN 978-3-86331-489-7.
- (Hrsg.): Verfassungsdenker. Deutschland und Österreich 1870–1970. Metropol, Berlin 2017, ISBN 978-3-86331-350-0.
- Das pluralistische Staatsdenken von Hugo Preuß. Nomos, Baden-Baden 2012, ISBN 978-3-8329-4351-6.
- Die Weimarer Republik. Reclam, Stuttgart 2009 (2. Auflage), ISBN 978-3-15-018646-6.
- Die „Erfolgsspirale“ der Ungleichzeitigkeit. Bewertungsmuster der NSDAP-Wahlergebnisse in der Berliner und Wiener Tagespresse. Westdeutscher Verlag, Opladen/Wiesbaden 1998, ISBN 978-3-531-13275-4.
- mit Klaus Megerle (Hrsg.): Politische Teilkulturen zwischen Integration und Polarisierung. Zur politischen Kultur in der Weimarer Republik. Westdeutscher Verlag, Opladen 1990, ISBN 978-3-322-94187-9.
- Verfassungsdemokratie als Bürgergenossenschaft. Politisches Denken, öffentliches Recht und Geschichtsdeutungen bei Hugo Preuß. Beiträge zur demokratischen Institutionenlehre in Deutschland. Nomos, Baden-Baden 1998, ISBN 978-3-7890-5405-1.
- Sozialdemokratie zwischen Protestbewegung und Regierungspartei 1848 bis 1983. Suhrkamp, Frankfurt am Main 1983, ISBN 978-3-518-11248-9.
- Reform und Revolution in den Strategiediskussionen der klassischen Sozialdemokratie. Verlag Neue Gesellschaft, Bonn 1977, ISBN 3-87831-252-0.

## Einzelbelege
1. ↑  SPD: Mitglieder Historische Kommission. In: hiko.spd.de. Archiviert vom Original (nicht mehr online verfügbar) am 30. September 2018; abgerufen am 30. September 2018.

| Personendaten    | Personendaten                    |
| ---------------- | -------------------------------- |
| NAME             | Lehnert, Detlef                  |
| KURZBESCHREIBUNG | deutscher Politikwissenschaftler |
| GEBURTSDATUM     | 1955                             |
| GEBURTSORT       | Hamburg                          |